# Avalos (Adelsgeschlecht)

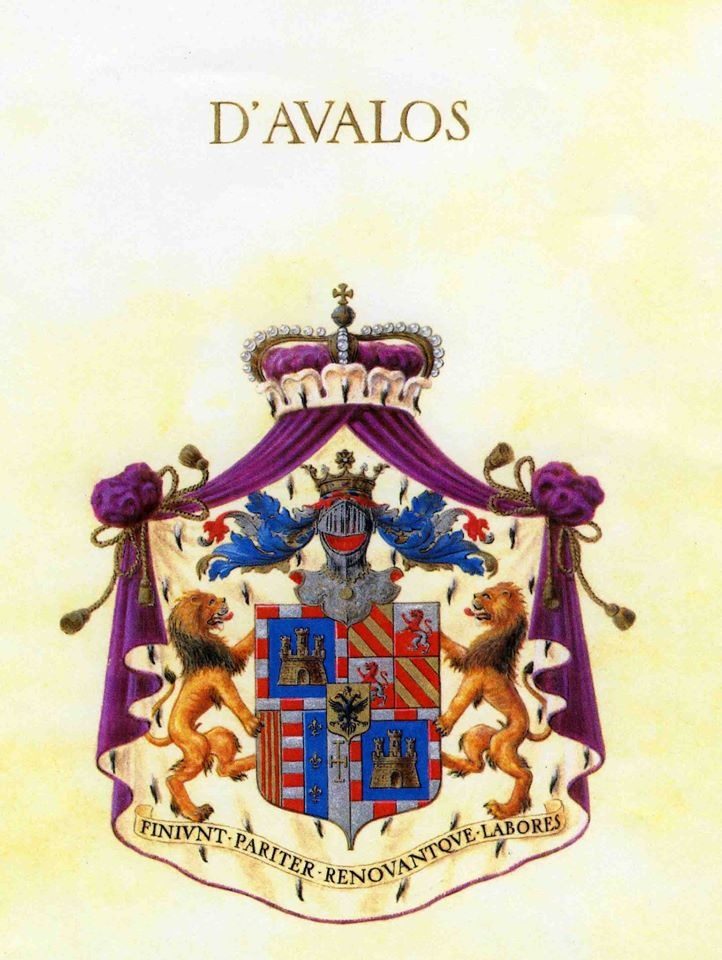
Wappen der Familie d’Avalos

Das Adelsgeschlecht d’Avalos stammt aus Spanien, kam aber im Gefolge König Alfons I. nach Italien und dort zu Macht und Ansehen. Es stellte mehrere Gouverneure des Herzogtums Mailand und Vizekönige von Sizilien.
Bekannt ist die Familie auch aufgrund ihrer langjährigen Herrschaft auf der Insel Ischia.

## Geschichte

Wappen d’Avalos d’Aquino d’Aragona

Im Jahr 1397 übertrug Karl III. von Navarra die Grundherrschaft (señorio) über Teile des Königreichs Navarra an Ruiz López Dávalos, der bereits über großen Einfluss und zahlreiche Besitztümer im Königreich Kastilien verfügte. Dieser legte somit den Grundstein der späteren Macht der Familiendynastie.
Iñigo I. de Ávalos († 1484) wurde 1452 Conte di Monteodorisio; über seine Frau, Antonella d’Aquino, kam 1453 die Markgrafschaft Pescara an die d’Avalos, die sich daraufhin d’Avalos d’Aquino nannten. Ihr Sohn Innico II. († 1504), wurde 1. Marchese del Vasto. Dessen Sohn, Alfonso III., (1502–1546), nahm aufgrund seiner Ehe mit Maria d’Aragona aus dem Haus der Herzöge von Montalto, den Namen d’Avalos d’Aquino d’Aragona (nach der königlichen Familie von Aragon) an. Ferrante Francesco (1531–1571) wurde Principe di Francavilla, Giovanni I. († 1638) Principe di Montesarchio, sein jüngerer Sohn Francesco Principe di Troia. Cesare Michelangelo d’Avalos (* 1667; † 1729), der 8. Marchese del Vasto und Marchese di Pescara, wurde 1704 zum Reichsfürsten erhoben.
Die Mitglieder der Familie d’Avalos bleiben heute eins der ältesten Adelsgeschlechter der Stadt Neapel, vertreten durch die Enkelkinder der Fürstin Donna Maria Viggiani d’Avalos.

## Bekannte Familienmitglieder
Die bekanntesten Mitglieder der Familie sind:
- Costanza d’Avalos (* 1460; † 1541), Duchessa de Francavilla, die von einigen Gelehrten als Leonardo da Vincis Modell für die Mona Lisa angesehen wird.
- Ferdinando Francesco d’Avalos (* 1489/90; † 1525), Gouverneur des Herzogtums Mailand und Vizekönig von Sizilien, sowie seine Ehefrau
- Vittoria Colonna (* 1492; † 1547), die Dichterin und Freundin Michelangelos
- Alfonso d’Avalos (Alfonso III.; * 1502; † 1546), 1538–1546 Gouverneur von Mailand, Principe di Francavilla, Herr von Ischia
- Francesco Fernando d’Avalos d’Aquino d’Aragona (* 1530; † 1571), Gouverneur von Mailand und Vizekönig von Sizilien
- Alfonso Felice d’Avalos (* 1564; † 1593), italienischer Adeliger
- Ferrante Francesco d’Avalos (* 1531; † 1571) Principe di Francavilla, 1560–1563 Gouverneur des Herzogtums Mailand, 1568–1571 Vizekönig von Sizilien
- Cesare Michelangelo d’Avalos, der 1704 wurde für seinen Einsatz im Spanischen Erbfolgekrieg im Königreich Neapel zum Reichsfürsten ernannt.

## Stammliste (Auszug)

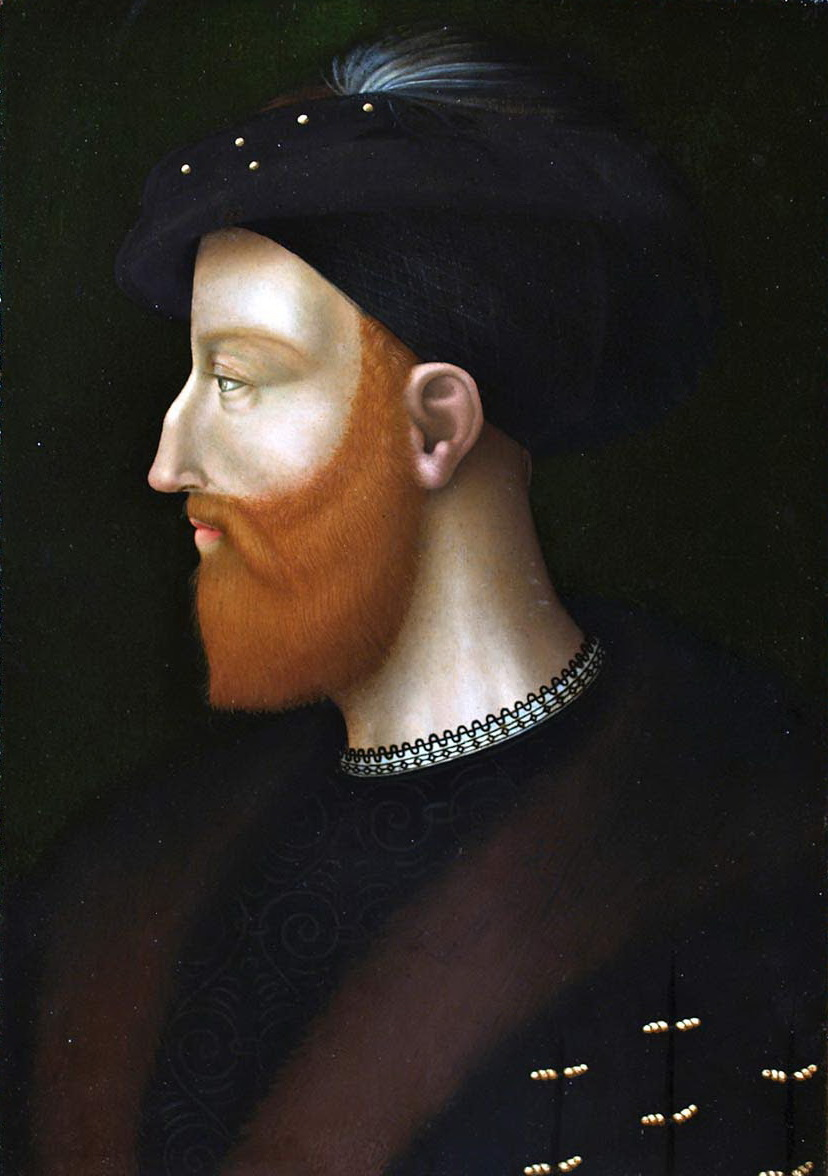
Ferdinando Francesco d’Avalos (1489/90–1525), Gouverneur von Mailand, Vizekönig von Sizilien

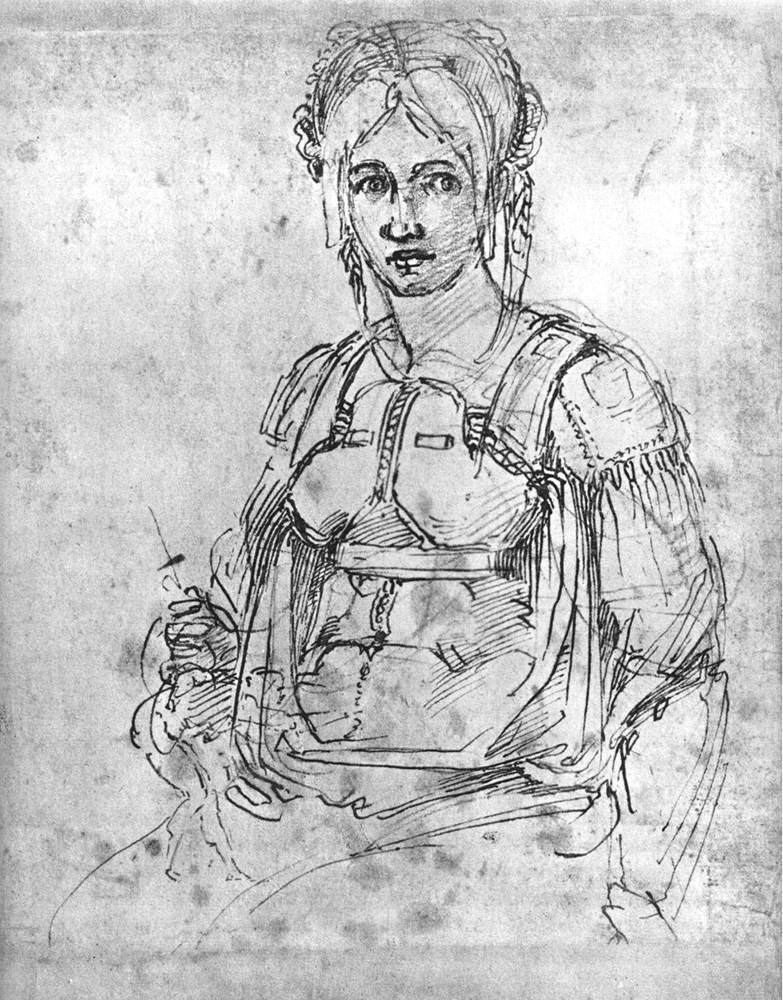
Vittoria Colonna (1492–1547), Gemahlin Fernando Francescos; von Michelangelo

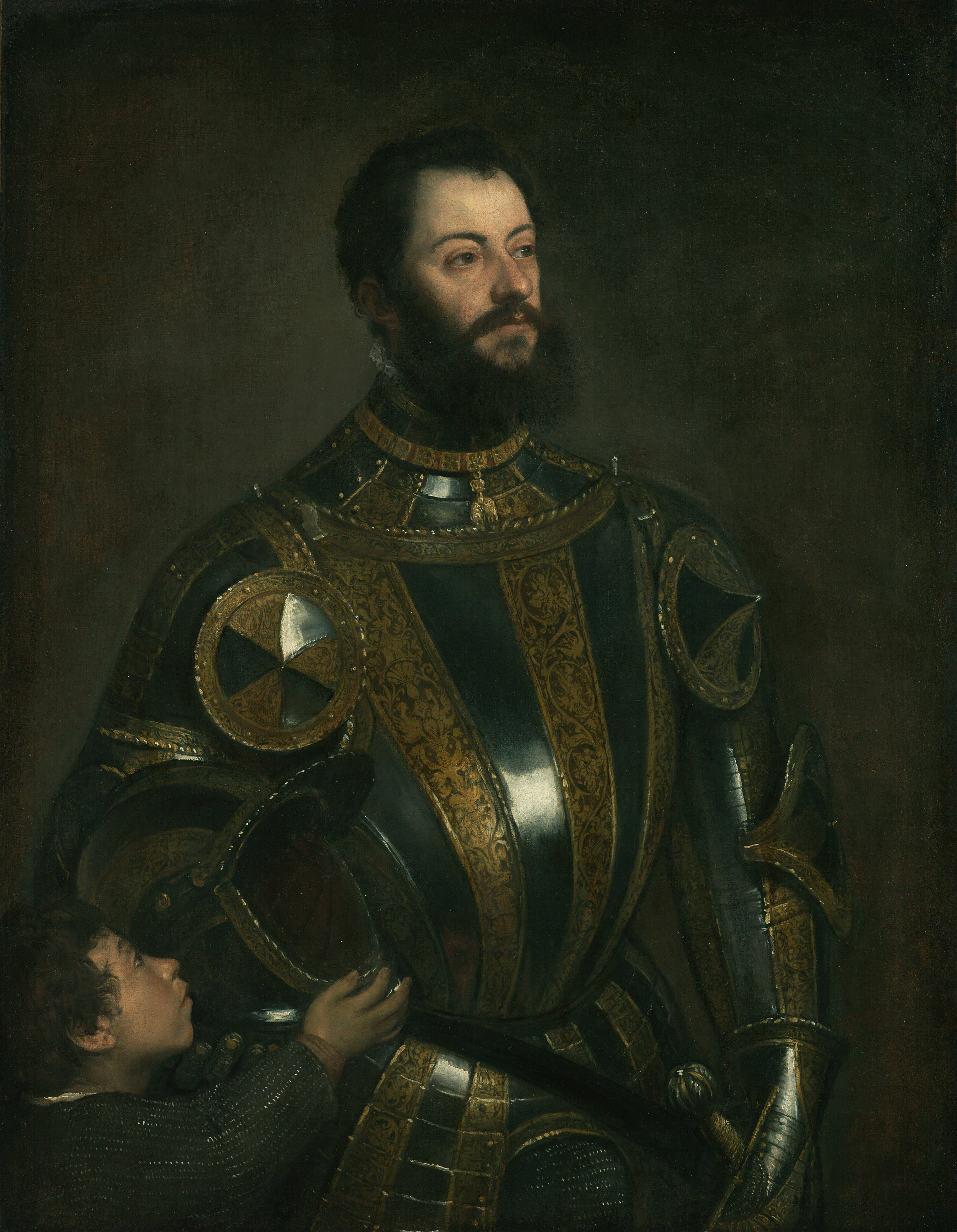
Alfonso III. d’Avalos (1502–1546), Feldherr, Gouverneur von Mailand; von Titian

### Die Marchese di Pescara und del Vasto
1. Rodrigo de Ávalos, Conte di Ribadeo
  1. Alfonso I. de Ávalos († 1470)
  2. Iñigo I. de Ávalos / Innico I. d’Avalos († 1484), ab 1442 in Italien, 1452 Conte di Monteodorisio; ⚭ Antonella d'Aquino, 1453 Erbin der Markgrafschaft Pescara
    1. Alfonso II. d’Avalos († 1495), Marchese di Pescara
      1. Ferdinando Francesco d’Avalos (1489–1525), Marchese di Pescara; ⚭ Vittoria Colonna (1492–1547), Tochter von Fabrizio Colonna

    2. Rodrigo d’Avalos († 1496), Conte di Monteodorisio
    3. Innico II. d’Avalos († 1504), 1. Marchese del Vasto ⚭ Laura Sanseverino, Tochter von Geronimo, Principe di Bisignano
      1. Alfonso III. d’Avalos (* 1502; † 1546), 2. Marchese del Vasto, Ritter des Ordens vom Goldenen Vlies (1531), 1538–1546 Gouverneur des Herzogtums Mailand; ⚭ Maria d’Aragona (* 1505; † 1568), Tochter von Ferdinando d’Aragona, 1. Duca di Montalto, einem unehelichen Sohn des Königs Ferdinand I. von Neapel
        1. Innico d’Avalos († 1600), genannt Kardinal d’Aragona
        2. Cesare d’Avalos († 1616)
          1. Giovanni I. d’Avalos († 1638), Principe di Montesarchio
            1. Andrea d’Avalos (* 1615; † 1708), Principe di Montesarchio
            2. Francesco d’Avalos, Principe di Troia
              1. Giovanni II. d’Avalos, Principe di Troia
                1. Nicola d’Avalos, Principe di Troia
                  1. Giovan Battista d’Avalos (* 1674; † 1749), 9. Marchese del Vasto e Marchese di Pescara
                  2. Diego d’Avalos (* 1697; † 1776), 10. Marchese del Vasto e Marchese di Pescara
                    1. Tommaso d’Avalos (* 1752; † 1806), 11. Marchese del Vasto e Marchese di Pescara
                      1. Diego d’Avalos († vor 1806), ⚭ Eleonora Doria Pamphilj

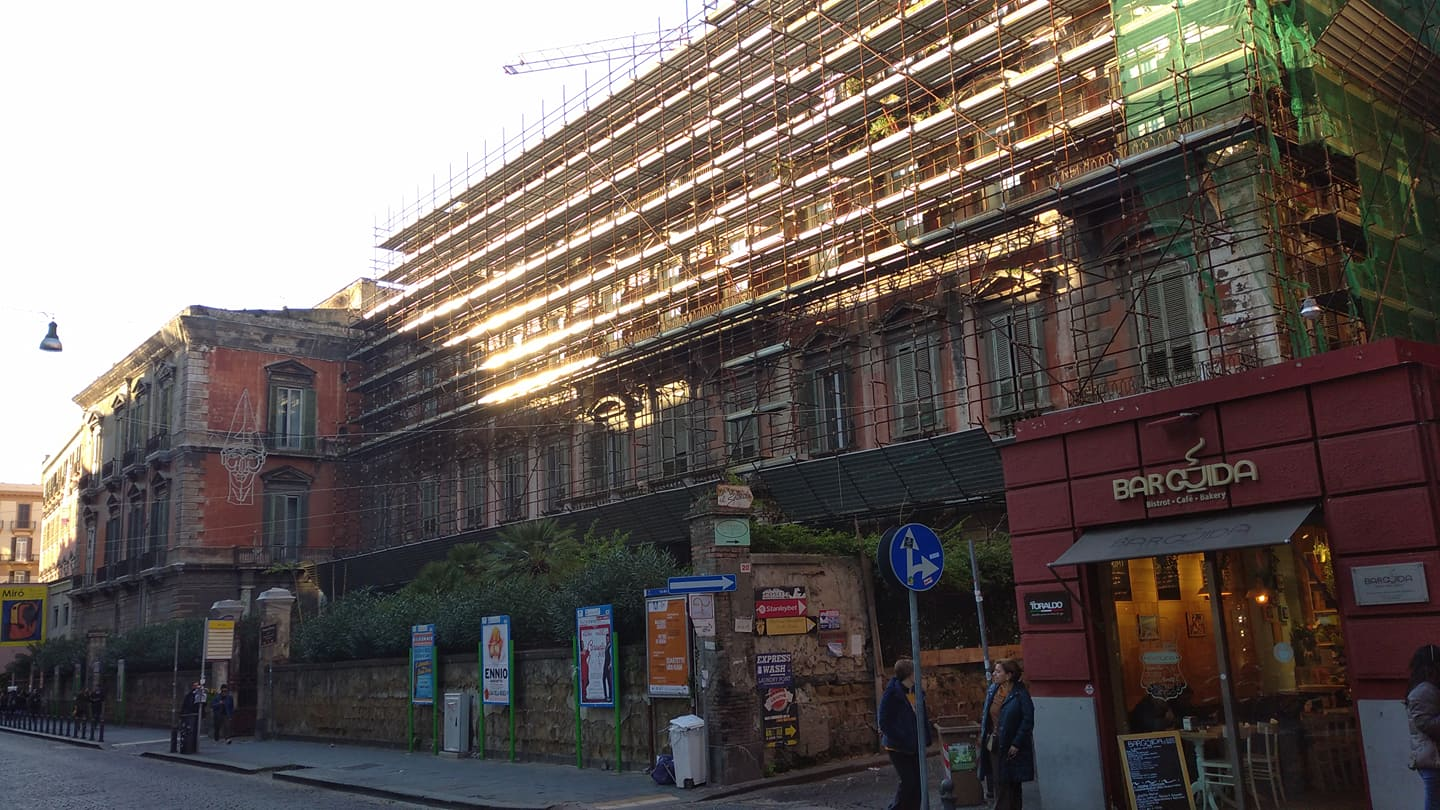
Palazzo d'Avalos del Vasto in Neapel

Palazzo d'Avalos in Vasto

                        1. Alfonso d’Avalos († 1867), letzter Marchese del Vasto e di Pescara

          2. Innico III. d’Avalos (* 1570; † 1632), 5. Marchese del Vasto, Marchese di Pescara, Ritter des Ordens vom Goldenen Vlies (1605)
            1. Ferdinando Francesco d’Avalos († 1648), 6. Marchese del Vasto, Marchese di Pescara
            2. Diego d’Avalos († 1697), 7. Marchese del Vasto, Marchese di Pescara, Principe d’Isernia
              1. Ferdinando Francesco d’Avalos († 1672), Marchese di Pescara, Ritter des Ordens vom Goldenen Vlies (1672)
              2. Cesare Michelangelo d’Avalos (* 1667; † 1729), 8. Marchese del Vasto, Marchese di Pescara, Ritter des Ordens vom Goldenen Vlies (1700), 1704 Reichsfürst

        3. Carlo d’Avalos, 1. Principe di Montesarchio

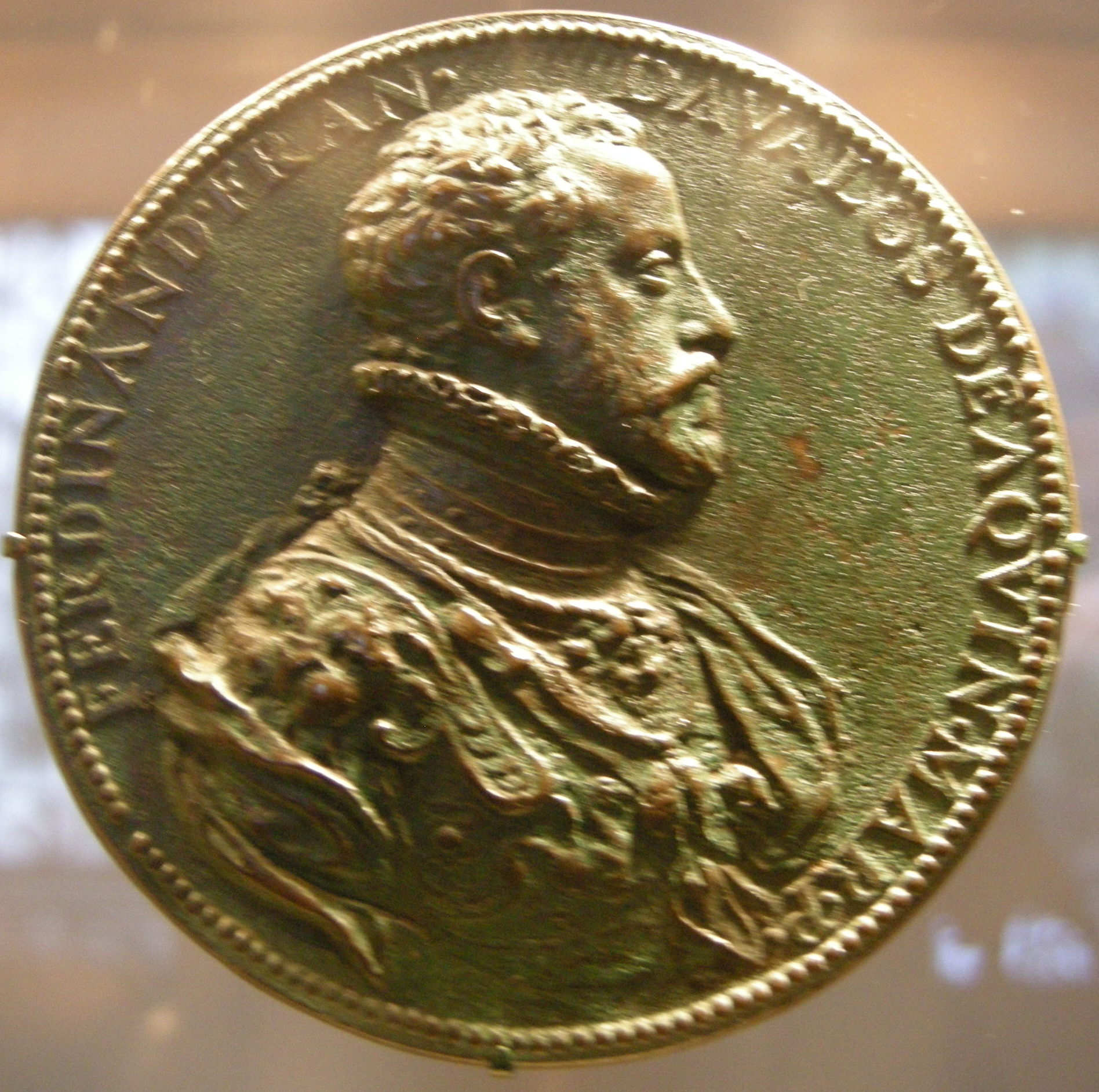
Francesco Ferdinando II. d’Avalos (1530–1571)

        4. Francesco Ferdinando II. d’Avalos (1530–1571)Francesco Ferdinando d’Avalos (* 1530; † 1571 in Palermo), 3. Marchese del Vasto, Marchese di Pescara, 1560–1563 Gouverneur des Herzogtums Mailand, 1568–1571 Vizekönig von Sizilien, Ritter des Ordens vom Goldenen Vlies ⚭ Isabella Gonzaga, Tochter von Federico II. Gonzaga, Herzog von Mantua
          1. Alfonso Felice d’Avalos d´Aquino d´Aragona (* 1564; † 1593), 4. Marchese del Vasto, Marchese di Pescara, Ritter des Ordens vom Goldenen Vlies, ⚭ Lavinia della Rovere, Tochter von Guidobaldo II. della Rovere, Herzog von Urbino
            1. Isabella d’Avalos († 1648), ⚭ Innico III. d’Avalos (1570–1632), (siehe oben)

          2. Tommaso d´Avalos d´Aquino d´Aragona, Conte di Castelluccio († 1622), Bischof von Lucera, Lateinischer Titular-Patriarch von Antiochien (1611–1622)

    4. Ippolita d’Avalos; ⚭ Carlo d’Aragona, 1519 4. Marchese di Gece, Sohn von Arrigo d’Aragona, einem unehelichen Sohn des Königs Ferdinand I. von Neapel
    5. Costanza d’Avalos ⚭ Federico del Balzo

Alfonso d’Avalos († 1867), der letzte Marchese del Vasto e di Pescara, vermachte 1862 seine bedeutende Gemäldesammlung aus dem Palazzo d'Avalos del Vasto in Neapel dem italienischen Staat; sie wird seither im Museo di Capodimonte in Neapel (Säle 98–101) ausgestellt.

### Die Prinzen von Pescara, Vasto und Francavilla, Herzöge d'Avalos
1. Don Carlo Cesare d'Avalos d'Aquino d'Aragona, Principe di Torrebruna, Duca di Celenza (1727–1810); ⚭ Donna Maria Teresa d'Avalos d'Aquino d'Aragona (1745–1820), Tochter von Don Diego d’A. d’A. d’A., Principe di Pescara, Vasto e Francavilla, Principe di Montesarchio, Troia e Vitulano, und der Eleonora d'Acquaviva dei Conti di Conversano
  1. Don Gaetano d'Avalos d'Aquino d'Aragona, 1813 1. Duca d'Avalos (1775–1855); ⚭ (1813) Jeanne Hortense Andrieu (1792–1855); Nichte des Joachim Murat, König von Neapel
    1. Don Francesco d'Avalos d'Aquino d'Aragona, Fürst des Heiligen Römischen Reichs, 8. Prinz von Pescara, Vasto und Francavilla, 3. Duca d'Avalos (1819–1885); ⚭ (1867) Cherubina Caturano 
      1. Don Giuseppe d'Avalos d'Aquino d'Aragona, Fürst des Heiligen Römischen Reichs, 9. Prinz von Pescara, Vasto und Francavilla, 4. Duca d'Avalos (1865–1907); ⚭ Maria de Varona 
        1. Don Carlo d'Avalos d'Aquino d'Aragona, Fürst des Heiligen Römischen Reichs, 11. Prinz von Pescara, Vasto und Francavilla, 5. Duca d'Avalos (1891–1970); ⚭ Giuseppina Basevi 
          1. Donna Maria d'Avalos d'Aquino d'Aragona, Fürstin des Heiliger Römischen Reichs (* Neapel 1925); ⚭ Dr. Domenico Viggiani (1922–1998), Vorsitz und Generaldirektor des Banco di Napoli;
            1. Ing. Giuseppe Viggiani (* Neapel 1949), MBA Harvard Business School; ⚭ Gräfin Donatella Dentice di Accadia Capozzi di Santa Maria Ingrisone (* Rom 1956)

          2. Don Francesco d'Avalos d'Aquino d'Aragona, Fürst des Heiligen Römischen Reichs, 12. Prinz von Pescara, Vasto und Francavilla, 6.Duca d'Avalos (1930–2014), Komponist und Dirigent; ⚭ Antonella Nughes-Serra 
            1. Prinz Don Andrea d'Avalos d'Aquino d'Aragona, Fürst des Heiligen Römischen Reichs, 13. Prinz von Pescara, Vasto und Francavilla, 7. Duca d'Avalos (* London 1971)[1]